# Nikephoros Petraliphas
Nikephoros Petraliphas, mit vollständigem Namen Nikephoros Komnenos Petraliphas (mittelgriechisch Νικηφόρος Κομνηνός Πετραλίφας; * um 1149?; † nach 1200) war ein byzantinischer Militärführer und Sebastokrator.

## Leben
Nikephoros war ein Sohn des Generals Alexios Petraliphas, dessen Familie ursprünglich aus Italien stammte. Durch seine Mutter war er mit der Herrscherfamilie der Komnenen verbunden: Anna Komnena war eine Tochter von Maria Komnena, der ältesten Tochter Kaiser Johannes’ II., und des Kaisars Johannes Roger Dalassenos.
Im Krieg gegen den ungarischen König Stephan III. war ein Nikephoros Petraliphas einer der byzantinischen Truppenführer, die im Auftrag Kaiser Manuels I. die Ungarn 1166 aus dem Norden vom Gebiet der „Tauroskythen“ (Kiewer Rus) her angriffen. Danach verschwindet der Name aus der schriftlichen Überlieferung. Als Sebastokrator und „Enkel der Maria“ findet Nikephoros Petraliphas erst wieder Erwähnung auf einem um 1200 datierten Siegel, mit welchem er dem Panteleimonkloster auf dem Athos Pfründen und Privilegien bestätigt.